# Ekosfera
Ekosfera je zaprt ekološki sistem na planetarnem oz. globalnem nivoju. Različne energije in snovi v teh ekosistemih so v nenehnem medsebojnem delovanju. Te se združujejo v med seboj različne sestavne sfere, kjer se dejavniki med posameznimi sferami močno razlikujejo. Sfere, ki predstavljajo pomemben vpliv na ekosfero, imenujemo sestavne ekosfere. Zemeljsko ekosfero sestavlja pet primarnih sestavnih sfer, to so geosfera, hidrosfera, biosfera, atmosfera in magnetosfera.